# Napaea mellosa
Napaea mellosa is een vlindersoort uit de familie van de prachtvlinders (Riodinidae), onderfamilie Riodininae.
Napaea mellosa werd in 2005 beschreven door Hall, J & Harvey.